# Pleurostachys distichophylla
Pleurostachys distichophylla är en halvgräsart som först beskrevs av Johann Otto Boeckeler, och fick sitt nu gällande namn av Charles Baron Clarke. Pleurostachys distichophylla ingår i släktet Pleurostachys och familjen halvgräs. Inga underarter finns listade i Catalogue of Life.